# Alfred Blokhuizen
Alfred Blokhuizen (Leiden, 1955) is een Nederlands politicus, radiomaker, columnist en activist.

## Biografie
Blokhuizen werd geboren in Leiden. Na de lagere school ging hij in dezelfde stad naar de Bedrijfs Technische School, waar hij metaalbewerking leerde. 
In de periode 1993 - 2008 was hij, namens GroenLinks, actief binnen de gemeenteraad van Spijkenisse, nu Nissewaard. Hij bekleedde daar onder andere de functie van commissievoorzitter. 
Hij was namens GroenLinks fractievertegenwoordiger en lid van Provinciale Staten in Zuid-Holland van 2007 - 2015. Van 2011 tot 2015 was hij vice-fractievoorzitter. 
Voor zijn werk voor de samenleving werd hij door de Commissaris van de Koning, Jaap Smit, op 31 maart 2015 onderscheiden en benoemd tot Lid in de Orde van Oranje-Nassau.
Na zijn politieke loopbaan werd hij columnist bij verschillende media, waaronder de opiniesite Joop van BNNVARA, Algemeen Dagblad en de lokale uitgever Groot Nissewaard. Van zijn hand verschenen al meer dan 200 columns.   
In 2016 werd hij bestuurder van de Bewonersvereniging Tegen Vliegtuigoverlast Rotterdam Airport, een bewonersvereniging die strijdt voor een betere leefbaarheid rond het vliegveld van Rotterdam. 
Sinds 13 januari 2017 is Blokhuizen hoofdredacteur van het regionale radioprogramma De Late Avond. Het radioprogramma werd in 2017, door de overkoepelende omroeporganisatie OLON, genomineerd voor het beste lokale radioprogramma.
Sinds 2021 is hij voorzitter van Stichting Schipholwatch, een actiegroep die strijdt voor de afname van de overlast van vliegtuigoverlast rond Schiphol.
Per 1 januari 2021 werd hij voorzitter van de streekomroep Omroep Hoeksche Waard. 
Op 1 november 2023 werd hij benoemd tot klimaatburgemeester van de gemeente Nissewaard.